# Niels de Hofman

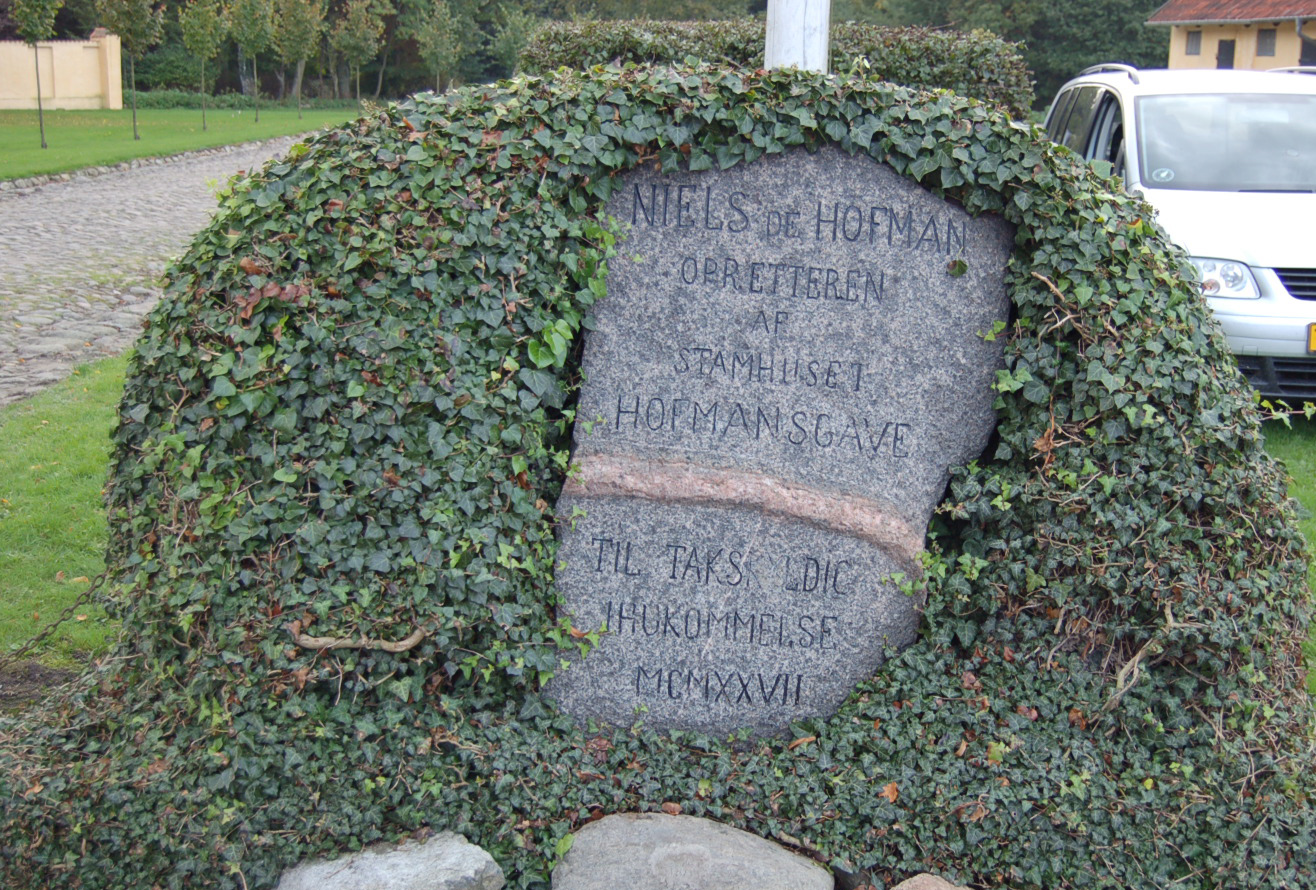
Minnessten över Niels de Hofman.

Niels de Hofman, född 1717, död den 8 juni 1785, var en dansk amtman, bror till Hans och Tycho de Hofman. 
de Hofman blev 1750 landsdomare på Själland och Mön, 1759 tillika amtsförvaltare i Ringsted och Sorø Amter med tillåtelse till atl bo på sin utanför amtets gränser liggande egendom Ravnstrup, som han dock sålde redan följande år. 
1771 blev han kommitterad i den danska kammaren under Finanskollegiet, övergick därifrån 1773 till en motsvarande befattning i Rentekammeret, blev 1775 deputerad där, utnämndes 1777 till amtman över Nordborg och Sønderborg Amter, från vilken post han efter egen önskan fick avsked 1784. 
Redan 1746 hade han fått titeln kansliassessor, 1761 blev han justitieråd, 1768 etatsråd och 1776 konferensråd. 1746 blev han gift med Anne Christine Bang, född Vellejus (1717-1799). Av den fynska gården Bøttigersholm upprättade han 1784 stamhuset Hofmansgave för de efterkommande till hans systerdotter, familjen Hofman-Bang.